# Dalmierz czołgowy
Dalmierz czołgowy – urządzenie, które umożliwia dokładnie ocenić odległość celu od czołgu.
Błąd dalmierza nie przekracza na ogół ±1%. Współczesne czołgi posiadają dalmierz, który najczęściej jest sprzężony z celownikiem tzw. dalmierz-celownik. Dalmierz powoduje automatyczną zmianę nastawy celownika zgodnie z jego wskazaniem. W czołgach armii amerykańskiej mają zastosowanie dalmierze-celowniki M12. Do najczęściej stosowanych należą dalmierze optyczne, stereoskopowe, inwersyjne lub z pokrywającymi się obrazami. We współczesnych czołgach zasadniczym typem dalmierza jest dalmierz laserowy, który nie rozregulowuje się wskutek drgań czołgu.